# René Lala-Gaillard
René Lala-Gaillard est un peintre français, né le 5 mai 1893 à Vaïssac (Tarn-et-Garonne) et mort à Montauban le 6 janvier 1974. Connu aussi sous le nom de René Gaillard-Lala, le nom avec lequel il signé la plupart de ces oeuvres.

## Biographie
Ce peintre tarn-et-garonnais est surtout connu pour ses nombreuses restaurations  et décorations d'église dont plus de 30 en Tarn-et-Garonne. Il est également connu pour ses nombreuses aquarelles des paysages de sa région. Lucien Cadène figurait parmi les amis de René Gaillard-Lala, qui lui achèta des oeuvres.

## Œuvres
- St Tropez, peinture
- Le bouquet de violettes, huile sur carton
- Berger et son troupeau, (1943)
- Le bouvier du Quercy, (1947), conservée au musée Ingres de Montauban
- Décoration intérieure en 1924 de l'église Saint-Jean à Castelsarrasin en Tarn-et-Garonne (Tarn-et-Garonne)[1]
- Décoration intérieure en 1930 de l'église Sainte-Cécile à Fréjairolles dans le Tarn (Tarn)[2]
- Décoration intérieure en 1932 de l'église de la Nativité de Notre-Dame à Molières en Tarn-et-Garonne (Tarn-et-Garonne)
- Décoration intérieure en 1943 de l'église Sain-Jean-Baptiste à Montredon-Labessonnié dans le Tarn (Tarn).
- Fresques de la Chapelle Notre-Dame du Val d'Amour à Bélesta (Ariège)
- Peinture du chœur de l'église paroissiale Saint Jacques à Gariès (Tarn-et-Garonne).